# 新威園
22°17′09″N 114°12′43″E / 22.2858°N 114.2119°E
新威園（英語：Sunway Gardens）是位於香港東區鰂魚涌的一個私人屋苑，地址是英皇道989-991A號。屋苑由新鴻基地產及合和實業聯合發展，胡應湘建築工程師設計，共有6座住宅樓宇，合共提供828個單位，1974年11月開始入伙。

## 屋苑名稱
新威園由新鴻基及合和聯合發展，故命名時亦特意混合兩者名稱，其中「新」字代表新鴻基，「威」字則為合和樓宇常用之通名。英文直接將之音譯為「Sunway」而成。

## 屋苑特色
新威園面向英皇道一方為屋苑主入口，亦設有數個商舖，屋苑基座1-3樓為停車場，車輛主入口則設於濱海街近華蘭花園，4樓為平台花園及各大廈入口，居民須從地下主入口乘搭升降機到達平台方可步往各大廈入口。住宅樓層由5樓開始，故最頂層為27樓。以下為各大廈資料：
| 新威園各座資料 | 新威園各座資料 | 新威園各座資料 | 新威園各座資料 |
| -------------- | -------------- | -------------- | -------------- |
| 座號           | 大廈層數       | 單位數目       | 入伙日期       |
| A              | 23（5-27樓）   | 138            | 1974年11月     |
| B              | 23（5-27樓）   | 138            | 1974年11月     |
| C              | 23（5-27樓）   | 138            | 1974年11月     |
| D              | 23（5-27樓）   | 138            | 1974年11月     |
| E              | 23（5-27樓）   | 138            | 1974年11月     |
| F              | 23（5-27樓）   | 138            | 1974年11月     |

### 規劃
新威園位處鰂魚涌英皇道旁，屋苑雖佔地70,000呎，惟由於是深入至華蘭路之狹長形地盤，且三面均被樓宇包圍，在屋苑規劃上頗為困難。新威園於狹長呈梯形地盤內卻建有6幢住宅樓宇，除使用前後兩排式分佈，所有樓宇均採用風車形的旋轉對稱一梯六伙設計，樓宇之間如拼圖般凹凸相扣，樓宇之間的空間則劃為休憩花園及兒童遊樂場。

### 外觀
新威園於落成之初採用白色外牆並鋪上棕色紙皮石粉飾；後來於1990年代大翻新時將紙皮石除去並改髹上白色及粉紅色油漆；2017年，屋苑再次進行大翻新工程，並重新選擇白色及棕色作大廈主色，惟樣式與初落成時有別。

### 單位
新威園提供848個建築面積介乎603至684呎的住宅單位，單位全部不設窗台，實用率達84%。據當年的報章介紹，新威園全部單位均設梗房間格、柚木地板、裙邊顏色浴缸、煤氣電視天線齊全。位於單位廚房外牆亦附設晾衣架。

### 景觀
受屋苑位置所限，新威園唯獨面向英皇道的A座、B座及C座部分單位可享開揚山景，低層單位卻可能受前方英皇道交通噪音影響；屋苑其餘大部分單位均以樓景為主，且由於新威園樓宇分佈緊密，部分單位難免有「樓望樓」情況，低層單位採光亦較差。

## 重大事件
1974年10月26日，7名工人於新威園D座建築地盤12樓外牆拆卸棚架期間棚架突然倒塌，7名工人分別被壓及墜下於竹棚堆中，事件共造成1死6傷。
1975年10月28日晚上10時，警方接報前往新威園A座27樓圍捕1名涉嫌與早前橫頭磡兇殺案有關男子，期間該男子拒捕並反鎖單位大門，再自天井爬上大廈天台與警方對恃，最終該男子於凌晨4時投降被捕。
1981年6月11日，1名疑患有精神病女子，於新威園B座12樓寓所廚房中開煤氣自殺，其夫返家驚聞煤氣味並發現廚房木門反鎖揭發，女子送院後證實不治。
1985年10月17日，1名居於新威園並患有心臟病男子，於前往車場取車正登上駕駛座時，疑突然昏倒失去平衡，後腦著地不省人事。事件由清潔工人揭發，事主送院後證實死亡。

### 新威城酒樓煙囪風波[8][9][10]
新威城酒樓是1977年至1990年代於新威園1樓開設的一間酒樓，酒樓於1977年4月開幕之前，沿C座外牆搭建了一條200餘呎高之煙囪，直通大廈天台，用作散發廢氣。於煙囪興建時新威園居民已怨聲載道，認為煙囪重量會對樓宇結構造成危險，煙囪散發的熱氣亦令居民難以忍受，居民除掛起大字橫額，有人更於大廈升降機漆上大字標語抗議。
同年8月，居民投訴煙囪疑因不堪早前之颱風吹襲，管身出現凹陷及裂痕，底部更有傾斜現象，恐有倒塌危險。政府人員於現場視察後終公佈拆除煙囪，翌日要求酒樓方面拆除煙囪磚躉作檢驗後卻改為只須對煙囪作出修葺而無須拆除。居民代表後來直接前往工務司署請願，並列出兩點要求及一項問題希望政府重視。酒樓方面則表示，風波是由於居民不了解所致，並謂新威園於建築圖則中已劃有煙囪設備，而煙囪建築時已顧慮到對住戶之影響而特別加入多重隔熱石棉，有關煙囪已獲工務署批准才安裝。
事件擾攘多日後，新威園居民終在民政署指導下成立業主立案法團，並繼續力爭拆除煙囪的訴求。最後煙囪於1978年前被拆除。

### 大廈外牆現裂紋事件[13][14]
1978年2月，落成不足4年的新威園被發現幾乎每座大廈外牆均出現不同程度裂紋，而裂紋均集中在5-7樓外牆。為此工務局已即時通知大業主新鴻基作出跟進，新鴻基通知屋苑建築師胡應湘到場檢查，所得回覆是有關裂紋並不影響樓宇結構，裂紋成因可能由於鄰近地盤打樁所致。新鴻基隨即部署屋苑的修葺事宜，相關費用由新鴻基負責。

## 鄰近建築
- 華蘭花園
- 惠安苑
- 海景樓、海山樓、福昌樓、益昌大廈、益發大廈
- 太古坊